# AA Drink-Leontien.nl Cycling Team
El AA Drink-Leontien.nl Cycling Team (codi UCI: LNL), conegut anteriorment com a Leontien.nl o Van Bemmelen-AA Drink, va ser un equip ciclista femení neerlandès. Creat al 2005, tenia categoria UCI Women's Team. Va desaparèixer a la fi de la temporada de 2012.

## Principals resultats
- A les proves de la Copa del món:
  - Wellington Women's World Cup: Suzanne de Goede (2005)
  - Tour of Chongming Island World Cup: Shelley Olds (2012)
- Altres:
  - Volta a Turíngia femenina: Theresa Senff (2005)

## Classificacions UCI
Aquesta taula mostra la plaça de l'equip a la classificació de la Unió Ciclista Internacional a final de temporada i també la millor ciclista en la classificació individual de cada temporada.
| Temporada | Classificació per equips | Millor ciclista en la classificació individual |
| --------- | ------------------------ | ---------------------------------------------- |
| 2005      | 4t                       | Suzanne de Goede (12a)                         |
| 2006      | 7è                       | Theresa Senff (16a)                            |
| 2007      | 9è                       | Kirsten Wild (24a)                             |
| 2008      | 5è                       | Emma Johansson (6a)                            |
| 2009      | 12è                      | Chantal Blaak (24a)                            |
| 2010      | 11è                      | Chantal Blaak (36a)                            |
| 2011      | 5è                       | Kirsten Wild (10a)                             |
| 2012      | 4t                       | Shelley Olds (10a)                             |

Del 2005 al 2012 l'equip va participar en la Copa del món. Abans de la temporada 2006 no hi havia classificació per equips, i es mostra la millor ciclista en la classificació individual.
| Temporada | Classificació per equips | Millor ciclista en la classificació individual |
| --------- | ------------------------ | ---------------------------------------------- |
| 2005      | -                        | Suzanne de Goede (7a)                          |
| 2006      | 6è                       | Theresa Senff (14a)                            |
| 2007      | 7è                       | Kirsten Wild (19a)                             |
| 2008      | 7è                       | Kirsten Wild (7a)                              |
| 2009      | 10è                      | Andrea Bosman (10a)                            |
| 2010      | 6è                       | Chantal Blaak (12a)                            |
| 2011      | 4t                       | Kirsten Wild (8a)                              |
| 2012      | 4t                       | Shelley Olds (5a)                              |

## Composició de l'equip
| \| Llista de l'equip 2007 \| Llista de l'equip 2007 \| Llista de l'equip 2007 \| Llista de l'equip 2007 \| \| Ciclista \| Data de naixement \| Equip previ \| \| \| -------------------------- \| ---------------------- \| ---------------------------------------- \| ---------------------- \| \| Marlijn Binnendijk \| 12 de maig de 1986 \| \| \| \| Latoya Brulee \| 9 de desembre de 1988 \| \| \| \| Paulina Brzeźna-Bentkowska \| 10 de setembre de 1981 \| Bonda-Łukowski (2003) \| \| \| Maxime Groenewegen \| 14 de juliol de 1988 \| \| \| \| Josephine Groenveld \| 25 de agost de 1982 \| Ton Van Bemmelen Sports (2004) \| \| \| Tatiana Guderzo \| 22 de agost de 1984 \| Top Girls Fassa Bortolo Raxy Line (2006) \| \| \| Roxane Knetemann \| 1 de abril de 1987 \| \| \| \| Kathleen Sterckx \| 8 de juny de 1975 \| \| \| \| Karen Steurs \| 27 de agost de 1979 \| KSV Deerlijk-Gaverzicht (2006) \| \| \| Inge Van Den Broeck \| 21 de març de 1978 \| Lotto-Belisol Ladiesteam (2006) \| \| \| Irene van den Broek \| 26 de agost de 1980 \| Therme Skin Care (2006) \| \| \| An Van Rie \| 9 de juny de 1974 \| Lotto-Belisol Ladiesteam (2006) \| \| \| Kirsten Wild \| 15 de octubre de 1982 \| @Work Cycling Team (2005) \| \| \| \| \| \| \| \| Font: UCI \| \| \| \| |                        |                                          |  |
| Llista de l'equip 2007 |                        |                                          |  |
| Ciclista | Data de naixement      | Equip previ                              |  |
| Marlijn Binnendijk | 12 de maig de 1986     |                                          |  |
| Latoya Brulee | 9 de desembre de 1988  |                                          |  |
| Paulina Brzeźna-Bentkowska | 10 de setembre de 1981 | Bonda-Łukowski (2003)                    |  |
| Maxime Groenewegen | 14 de juliol de 1988   |                                          |  |
| Josephine Groenveld | 25 de agost de 1982    | Ton Van Bemmelen Sports (2004)           |  |
| Tatiana Guderzo | 22 de agost de 1984    | Top Girls Fassa Bortolo Raxy Line (2006) |  |
| Roxane Knetemann | 1 de abril de 1987     |                                          |  |
| Kathleen Sterckx | 8 de juny de 1975      |                                          |  |
| Karen Steurs | 27 de agost de 1979    | KSV Deerlijk-Gaverzicht (2006)           |  |
| Inge Van Den Broeck | 21 de març de 1978     | Lotto-Belisol Ladiesteam (2006)          |  |
| Irene van den Broek | 26 de agost de 1980    | Therme Skin Care (2006)                  |  |
| An Van Rie | 9 de juny de 1974      | Lotto-Belisol Ladiesteam (2006)          |  |
| Kirsten Wild | 15 de octubre de 1982  | @Work Cycling Team (2005)                |  |
| |                        |                                          |  |
| Font: UCI |                        |                                          |  |

| \| Llista de l'equip 2008 \| Llista de l'equip 2008 \| Llista de l'equip 2008 \| Llista de l'equip 2008 \| \| Ciclista \| Data de naixement \| Equip previ \| \| \| -------------------------- \| ---------------------- \| --------------------------------------- \| ---------------------- \| \| Marlijn Binnendijk \| 12 de maig de 1986 \| \| \| \| Chantal Blaak \| 22 de octubre de 1989 \| \| \| \| Latoya Brulee \| 9 de desembre de 1988 \| \| \| \| Paulina Brzeźna-Bentkowska \| 10 de setembre de 1981 \| Bonda-Łukowski (2003) \| \| \| Maxime Groenewegen \| 14 de juliol de 1988 \| \| \| \| Ludivine Henrion \| 23 de gener de 1984 \| DSB Bank (2007) \| \| \| Emma Johansson \| 23 de setembre de 1983 \| Vlaanderen-Capri Sonne-T Interim (2007) \| \| \| Gabrielle Rovers \| 21 de novembre de 1976 \| \| \| \| Theresa Senff \| 2 de febrer de 1982 \| Team Getränke-Hoffmann (2007) \| \| \| Inge Van Den Broeck \| 21 de març de 1978 \| Lotto-Belisol Ladiesteam (2006) \| \| \| Irene van den Broek \| 26 de agost de 1980 \| Therme Skin Care (2006) \| \| \| Laure Werner \| 22 de febrer de 1981 \| Vlaanderen-Capri Sonne-T Interim (2007) \| \| \| Kirsten Wild \| 15 de octubre de 1982 \| @Work Cycling Team (2005) \| \| \| \| \| \| \| \| Font: UCI \| \| \| \| |                        |                                         |  |
| Llista de l'equip 2008 |                        |                                         |  |
| Ciclista | Data de naixement      | Equip previ                             |  |
| Marlijn Binnendijk | 12 de maig de 1986     |                                         |  |
| Chantal Blaak | 22 de octubre de 1989  |                                         |  |
| Latoya Brulee | 9 de desembre de 1988  |                                         |  |
| Paulina Brzeźna-Bentkowska | 10 de setembre de 1981 | Bonda-Łukowski (2003)                   |  |
| Maxime Groenewegen | 14 de juliol de 1988   |                                         |  |
| Ludivine Henrion | 23 de gener de 1984    | DSB Bank (2007)                         |  |
| Emma Johansson | 23 de setembre de 1983 | Vlaanderen-Capri Sonne-T Interim (2007) |  |
| Gabrielle Rovers | 21 de novembre de 1976 |                                         |  |
| Theresa Senff | 2 de febrer de 1982    | Team Getränke-Hoffmann (2007)           |  |
| Inge Van Den Broeck | 21 de març de 1978     | Lotto-Belisol Ladiesteam (2006)         |  |
| Irene van den Broek | 26 de agost de 1980    | Therme Skin Care (2006)                 |  |
| Laure Werner | 22 de febrer de 1981   | Vlaanderen-Capri Sonne-T Interim (2007) |  |
| Kirsten Wild | 15 de octubre de 1982  | @Work Cycling Team (2005)               |  |
| |                        |                                         |  |
| Font: UCI |                        |                                         |  |

| \| Llista de l'equip 2009 \| Llista de l'equip 2009 \| Llista de l'equip 2009 \| Llista de l'equip 2009 \| \| Ciclista \| Data de naixement \| Equip previ \| \| \| ---------------------- \| ---------------------- \| ---------------------------------- \| ---------------------- \| \| Marlijn Binnendijk \| 12 de maig de 1986 \| \| \| \| Chantal Blaak \| 22 de octubre de 1989 \| \| \| \| Andrea Bosman \| 6 de agost de 1979 \| DSB Bank (2008) \| \| \| Lucinda Brand \| 2 de juliol de 1989 \| \| \| \| Marit Huisman \| 3 de gener de 1989 \| Vrienden van het Platteland (2008) \| \| \| Monique van de Ree \| 2 de març de 1988 \| Vrienden van het Platteland (2007) \| \| \| Irene van den Broek \| 26 de agost de 1980 \| Therme Skin Care (2006) \| \| \| Suzanne van Veen \| 3 de octubre de 1987 \| Flexpoint (2008) \| \| \| Josien van Wingerden \| 22 de setembre de 1987 \| \| \| \| Lianne Wagtho \| 5 de juny de 1985 \| \| \| \| \| \| \| \| \| Font: UCI \| \| \| \| |                        |                                    |  |
| Llista de l'equip 2009 |                        |                                    |  |
| Ciclista | Data de naixement      | Equip previ                        |  |
| Marlijn Binnendijk | 12 de maig de 1986     |                                    |  |
| Chantal Blaak | 22 de octubre de 1989  |                                    |  |
| Andrea Bosman | 6 de agost de 1979     | DSB Bank (2008)                    |  |
| Lucinda Brand | 2 de juliol de 1989    |                                    |  |
| Marit Huisman | 3 de gener de 1989     | Vrienden van het Platteland (2008) |  |
| Monique van de Ree | 2 de març de 1988      | Vrienden van het Platteland (2007) |  |
| Irene van den Broek | 26 de agost de 1980    | Therme Skin Care (2006)            |  |
| Suzanne van Veen | 3 de octubre de 1987   | Flexpoint (2008)                   |  |
| Josien van Wingerden | 22 de setembre de 1987 |                                    |  |
| Lianne Wagtho | 5 de juny de 1985      |                                    |  |
| |                        |                                    |  |
| Font: UCI |                        |                                    |  |

| \| Llista de l'equip 2010 \| Llista de l'equip 2010 \| Llista de l'equip 2010 \| Llista de l'equip 2010 \| \| Ciclista \| Data de naixement \| Equip previ \| \| \| ---------------------- \| ---------------------- \| ---------------------------------- \| ---------------------- \| \| Marlijn Binnendijk \| 12 de maig de 1986 \| \| \| \| Chantal Blaak \| 22 de octubre de 1989 \| \| \| \| Andrea Bosman \| 6 de agost de 1979 \| DSB Bank (2008) \| \| \| Lucinda Brand \| 2 de juliol de 1989 \| \| \| \| Marijn de Vries \| 19 de novembre de 1978 \| \| \| \| Anne de Wildt \| 29 de octubre de 1989 \| \| \| \| Monique van de Ree \| 2 de març de 1988 \| Vrienden van het Platteland (2007) \| \| \| Irene van den Broek \| 26 de agost de 1980 \| Therme Skin Care (2006) \| \| \| Heleen van Vliet \| 17 de setembre de 1982 \| \| \| \| Josien van Wingerden \| 22 de setembre de 1987 \| \| \| \| Lianne Wagtho \| 5 de juny de 1985 \| \| \| \| \| \| \| \| \| Font: UCI \| \| \| \| |                        |                                    |  |
| Llista de l'equip 2010 |                        |                                    |  |
| Ciclista | Data de naixement      | Equip previ                        |  |
| Marlijn Binnendijk | 12 de maig de 1986     |                                    |  |
| Chantal Blaak | 22 de octubre de 1989  |                                    |  |
| Andrea Bosman | 6 de agost de 1979     | DSB Bank (2008)                    |  |
| Lucinda Brand | 2 de juliol de 1989    |                                    |  |
| Marijn de Vries | 19 de novembre de 1978 |                                    |  |
| Anne de Wildt | 29 de octubre de 1989  |                                    |  |
| Monique van de Ree | 2 de març de 1988      | Vrienden van het Platteland (2007) |  |
| Irene van den Broek | 26 de agost de 1980    | Therme Skin Care (2006)            |  |
| Heleen van Vliet | 17 de setembre de 1982 |                                    |  |
| Josien van Wingerden | 22 de setembre de 1987 |                                    |  |
| Lianne Wagtho | 5 de juny de 1985      |                                    |  |
| |                        |                                    |  |
| Font: UCI |                        |                                    |  |

| \| Llista de l'equip 2011 \| Llista de l'equip 2011 \| Llista de l'equip 2011 \| Llista de l'equip 2011 \| \| Ciclista \| Data de naixement \| Equip previ \| \| \| ------------------------------------------- \| ---------------------- \| ---------------------------------- \| ---------------------- \| \| Chantal Blaak \| 22 de octubre de 1989 \| \| \| \| Lucinda Brand \| 2 de juliol de 1989 \| \| \| \| Eline De Roover \| 4 de abril de 1992 \| \| \| \| Marijn de Vries \| 19 de novembre de 1978 \| \| \| \| Anne de Wildt (1 de gen–22 de juny) \| 29 de octubre de 1989 \| \| \| \| Marlen Jöhrend \| 2 de gener de 1986 \| Noris cycling (2010) \| \| \| Willy Kanis \| 27 de juliol de 1984 \| Vrienden van het Platteland (2008) \| \| \| Monique van de Ree \| 2 de març de 1988 \| Vrienden van het Platteland (2007) \| \| \| Daphny van den Brand (20 de juny–31 de des) \| 6 de abril de 1978 \| @Home Cycling Team (2004) \| \| \| Irene van den Broek \| 26 de agost de 1980 \| Therme Skin Care (2006) \| \| \| Heleen van Vliet \| 17 de setembre de 1982 \| \| \| \| Josien van Wingerden \| 22 de setembre de 1987 \| \| \| \| Linda Villumsen \| 9 de abril de 1985 \| HTC-Columbia Women (2010) \| \| \| Kirsten Wild \| 15 de octubre de 1982 \| Cervélo TestTeam (2010) \| \| \| Trixi Worrack \| 28 de setembre de 1981 \| Noris cycling (2010) \| \| \| \| \| \| \| \| Font: UCI \| \| \| \| |                        |                                    |  |
| Llista de l'equip 2011 |                        |                                    |  |
| Ciclista | Data de naixement      | Equip previ                        |  |
| Chantal Blaak | 22 de octubre de 1989  |                                    |  |
| Lucinda Brand | 2 de juliol de 1989    |                                    |  |
| Eline De Roover | 4 de abril de 1992     |                                    |  |
| Marijn de Vries | 19 de novembre de 1978 |                                    |  |
| Anne de Wildt (1 de gen–22 de juny) | 29 de octubre de 1989  |                                    |  |
| Marlen Jöhrend | 2 de gener de 1986     | Noris cycling (2010)               |  |
| Willy Kanis | 27 de juliol de 1984   | Vrienden van het Platteland (2008) |  |
| Monique van de Ree | 2 de març de 1988      | Vrienden van het Platteland (2007) |  |
| Daphny van den Brand (20 de juny–31 de des) | 6 de abril de 1978     | @Home Cycling Team (2004)          |  |
| Irene van den Broek | 26 de agost de 1980    | Therme Skin Care (2006)            |  |
| Heleen van Vliet | 17 de setembre de 1982 |                                    |  |
| Josien van Wingerden | 22 de setembre de 1987 |                                    |  |
| Linda Villumsen | 9 de abril de 1985     | HTC-Columbia Women (2010)          |  |
| Kirsten Wild | 15 de octubre de 1982  | Cervélo TestTeam (2010)            |  |
| Trixi Worrack | 28 de setembre de 1981 | Noris cycling (2010)               |  |
| |                        |                                    |  |
| Font: UCI |                        |                                    |  |

| \| Llista de l'equip 2012 \| Llista de l'equip 2012 \| Llista de l'equip 2012 \| Llista de l'equip 2012 \| \| Ciclista \| Data de naixement \| Equip previ \| \| \| ---------------------- \| ---------------------- \| ------------------------- \| ---------------------- \| \| Lizzie Armitstead \| 18 de desembre de 1988 \| Garmin-Cervélo (2011) \| \| \| Chantal Blaak \| 22 de octubre de 1989 \| \| \| \| Lucinda Brand \| 2 de juliol de 1989 \| \| \| \| Jessie Daams \| 28 de maig de 1990 \| Garmin-Cervélo (2011) \| \| \| Marijn de Vries \| 19 de novembre de 1978 \| \| \| \| Sharon Laws \| 7 de juliol de 1974 \| Garmin-Cervélo (2011) \| \| \| Lucy Martin \| 5 de maig de 1990 \| Garmin-Cervélo (2011) \| \| \| Shelley Olds \| 30 de setembre de 1980 \| Diadora-Pasta Zara (2011) \| \| \| Madelene Olsson \| 14 de novembre de 1982 \| Alriksson-Go:Green (2011) \| \| \| Emma Pooley \| 3 de octubre de 1982 \| Garmin-Cervélo (2011) \| \| \| Carla Ryan \| 21 de setembre de 1985 \| Garmin-Cervélo (2011) \| \| \| Isabelle Söderberg \| 28 de maig de 1989 \| Alriksson-Go:Green (2011) \| \| \| Marieke van Nek \| 14 de novembre de 1988 \| \| \| \| Marieke van Wanroij \| 5 de juliol de 1979 \| Nederland Bloeit (2011) \| \| \| Kirsten Wild \| 15 de octubre de 1982 \| Cervélo TestTeam (2010) \| \| \| \| \| \| \| \| Font: UCI \| \| \| \| |                        |                           |  |
| Llista de l'equip 2012 |                        |                           |  |
| Ciclista | Data de naixement      | Equip previ               |  |
| Lizzie Armitstead | 18 de desembre de 1988 | Garmin-Cervélo (2011)     |  |
| Chantal Blaak | 22 de octubre de 1989  |                           |  |
| Lucinda Brand | 2 de juliol de 1989    |                           |  |
| Jessie Daams | 28 de maig de 1990     | Garmin-Cervélo (2011)     |  |
| Marijn de Vries | 19 de novembre de 1978 |                           |  |
| Sharon Laws | 7 de juliol de 1974    | Garmin-Cervélo (2011)     |  |
| Lucy Martin | 5 de maig de 1990      | Garmin-Cervélo (2011)     |  |
| Shelley Olds | 30 de setembre de 1980 | Diadora-Pasta Zara (2011) |  |
| Madelene Olsson | 14 de novembre de 1982 | Alriksson-Go:Green (2011) |  |
| Emma Pooley | 3 de octubre de 1982   | Garmin-Cervélo (2011)     |  |
| Carla Ryan | 21 de setembre de 1985 | Garmin-Cervélo (2011)     |  |
| Isabelle Söderberg | 28 de maig de 1989     | Alriksson-Go:Green (2011) |  |
| Marieke van Nek | 14 de novembre de 1988 |                           |  |
| Marieke van Wanroij | 5 de juliol de 1979    | Nederland Bloeit (2011)   |  |
| Kirsten Wild | 15 de octubre de 1982  | Cervélo TestTeam (2010)   |  |
| |                        |                           |  |
| Font: UCI |                        |                           |  |